# 多切斯特鎮區 (伊利諾伊州馬庫平縣)
多切斯特鎮區（英語：Dorchester Township）是位於美國伊利諾伊州馬庫平縣的一個行政鎮區。

## 地方資料
根據2010年美國人口普查的數據，多切斯特鎮區的面積為93.50平方千米，當中陸地面積為93.20平方千米，而水域面積為0.30平方千米。當地共有人口1489人，而人口密度為每平方千米15.93人。